# Charles Chamberland
Pour les articles homonymes, voir Chamberland.
Charles Edouard Chamberland (né le 12 mars 1851 à Chilly-le-Vignoble (Jura, France) et mort le 2 mai 1908 à Paris) est un biologiste et physicien français.
Il travaille avec Louis Pasteur et est principalement connu pour ses travaux de stérilisation rendue nécessaire avec le développement de la microbiologie. Lors d'une épidémie de fièvre typhoïde à Paris, il conçoit en 1884 le filtre Chamberland, à partir d’une bougie de porcelaine poreuse permettant de filtrer les liquides et de retenir par exemple les micro-organismes présents dans l’eau.
Il travailla également sur les problèmes de désinfection et de stérilisation des milieux de culture. Cette étude déboucha sur la conception d’une étuve de stérilisation : l’autoclave Chamberland.

## Biographie
Il fait ses études secondaires au lycée Rouget-de-Lisle de Lons-le-Saunier, puis entre au collège Rollin à Paris en mathématiques spéciales.
En 1871, il est admis aux concours d'entrée à l'École polytechnique et à l'École normale supérieure. Il opte finalement pour l'École normale.
En 1874, il est reçu à l'agrégation de sciences physiques et il enseigne pendant un an au lycée de Nîmes.
En 1875, il entre, comme agrégé préparateur, au laboratoire de Louis Pasteur, à l'École normale supérieure. À la demande de ce dernier, il reprend une expérience réalisée par Ch. Bastian, partisan de la théorie de la génération spontanée et démontre que les conclusions du médecin londonien sont erronées.
En avril 1878, Louis Pasteur associe son nom à une publication sur « La théorie des germes et ses applications à la médecine et à la chirurgie », où il est posé que toute maladie infectieuse est causée par un germe et qu'à chaque maladie infectieuse correspond un germe particulier.
En août 1878, il participe, avec Émile Roux et A. Vinsot, à la campagne d'étude sur le mode d'infection des troupeaux par la bactérie charbonneuse, menée par Louis Pasteur près de Chartres. Des observations effectuées alors, il ressortira que les moutons contractent la maladie par des lésions au niveau du tube digestif, et que les spores charbonneuses sont véhiculées par les vers de terre.
Entre 1878 et 1880, il est chargé d'une mission d'étude sur une épidémie de charbon à Savagna, près de Lons-Le-Saunier. Il étudie l’étiologie du développement de la maladie et un traitement mis au point par un vétérinaire de Lons-Le-Saunier, M. Louvrier. Ses expériences ne permettent pas de conclure à l'efficacité du traitement, mais elles font apparaître l'existence d'un état réfractaire chez les animaux guéris d'une première atteinte ou d'une inoculation antérieure. Désormais, ses recherches s'orienteront vers la création de cet état réfractaire par l'inoculation d'une forme bénigne de la maladie, qui est à l'origine des vaccins.
En 1879, il soutient sa thèse de doctorat ès sciences physiques « Recherches sur l'origine et le développement des organismes microscopiques ». C'est le point de départ de travaux sur la stérilisation des milieux de cultures qui l'amène à concevoir une étuve à désinfection qui porte son nom : l'autoclave Chamberland.
Entre 1879 et 1888, il est directeur-adjoint du laboratoire de Louis Pasteur, rue d'Ulm.
En 1880, il prend part aux expériences de vérification du vaccin anticharbonneux d’Henry Toussaint, professeur à l'École vétérinaire de Toulouse. Toussaint obtenait l'atténuation du vaccin à l'aide d'un antiseptique, l'acide phénique (phénol). Il avait la priorité de publication quant à l'usage d'un antiseptique à cette fin.
En avril 1881, deux jours avant la signature du protocole expérimental de Pouilly-le-Fort (expérience publique de vaccination anticharbonneuse sur des moutons), Charles Chamberland se livre avec Louis Pasteur à une expérience comparative entre le vaccin atténué par l’oxygène de Louis Pasteur et un vaccin atténué par un antiseptique, le bichromate de potassium. Chamberland et Louis Pasteur constatent que le second vaccin est le plus efficace. Pasteur décide d’utiliser, lors des expériences sur des moutons à Pouilly-le-Fort, le vaccin atténué par le bichromate de potassium. Ce fut un succès, mais Pasteur, dans ses publications sur les expériences de Pouilly-le-Fort, ne parla pas du bichromate de potassium et laissa entendre que le succès était dû au vaccin atténué par l'oxygène. (Voir à ce sujet l'article Secret de Pouilly-le-Fort.)
En 1881, il entreprend avec Louis Pasteur, Émile Roux et L. Thuillier l'étude de la rage.
En 1884, il met au point un filtre, conçu à partir d'une bougie de porcelaine poreuse de son invention, permettant d'éliminer les microbes de l'eau de boisson. L'instrument reçoit le nom de filtre Chamberland. Ce filtre permettra de lutter contre la propagation de la fièvre typhoïde présente à Paris à cette époque et d’être utilisé comme un nouvel instrument de recherches, qui permettra la découverte des toxines diphtériques et tétaniques.
En 1885, il est élu député sur la liste des Républicains radicaux du Jura. Il est l'un des auteurs du premier projet de loi sur l'hygiène publique. 

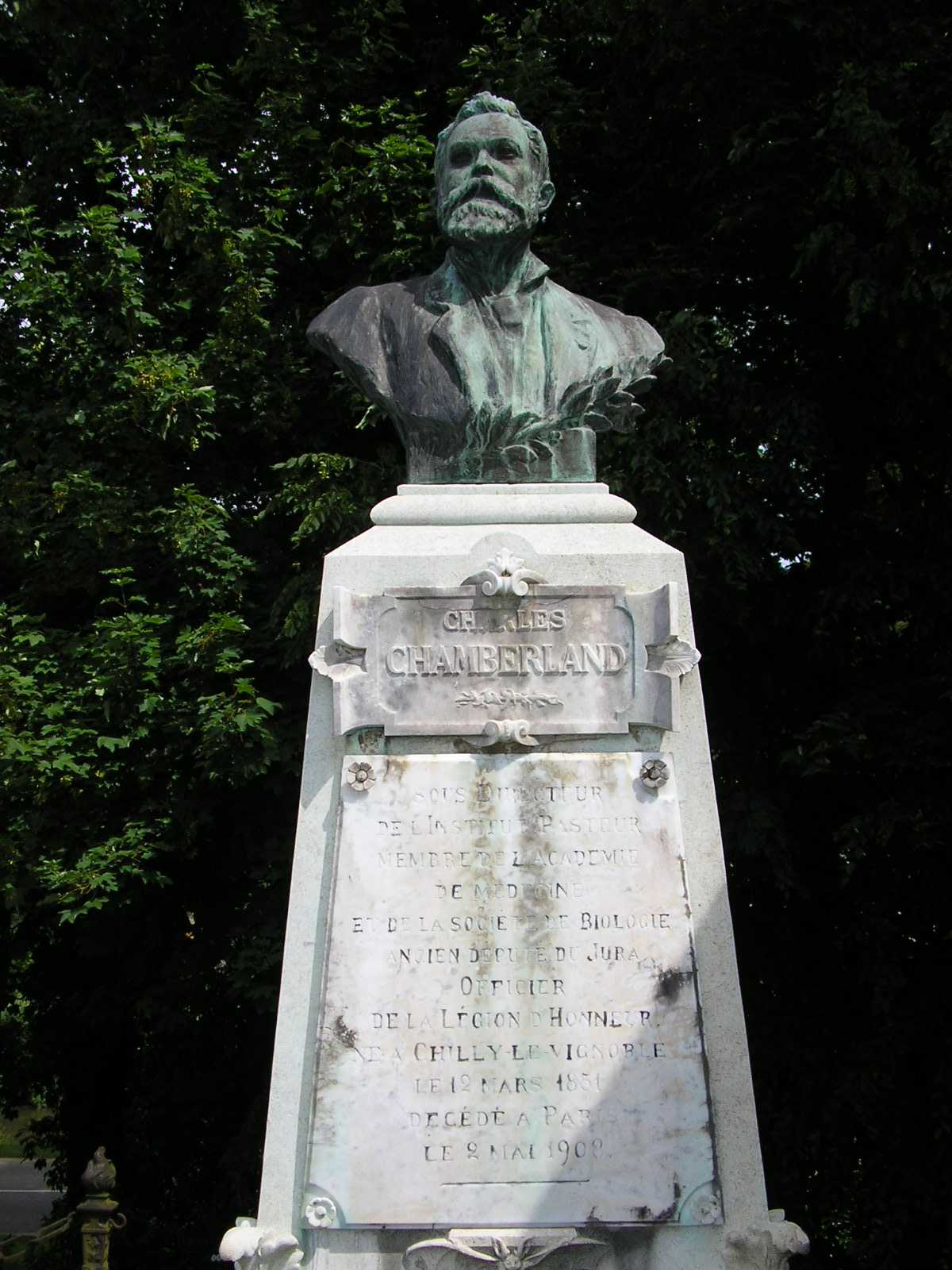
Tombe de Charles Chamberland.

De 1886 à 1888, il participe à la conception et à l'organisation de l’Institut Pasteur.
En 1887, il est élu conseiller municipal, puis maire de Chilly-le-Vignoble et il est envoyé par Louis Pasteur au Congrès de Vienne où il affronte Robert Koch, qui met en doute l'efficacité de la vaccination charbonneuse.
En 1888, il est nommé chef de service à l'Institut Pasteur (poste qu’il conserve jusqu’en 1904). Il reçoit la responsabilité du Service de microbie appliquée à l'hygiène et du Service des vaccins.
En 1900, il ouvre à Frébuans, près de Chilly-le-Vignoble, une petite fabrique de boîtes en bois destinées à l'expédition des vaccins dans le monde entier.
Il meurt le 2 mai 1908 en son domicile dans le 15e arrondissement de Paris. Il est inhumé dans son village natal.

## Titres et distinctions
- Membre du premier comité de rédaction des Annales de l'Institut Pasteur aux côtés de Émile Duclaux, J.-J. Grancher, d’Edmond Nocard, d'Émile Roux, d'I. Straus (1888)
- Sous-directeur de l'Institut Pasteur avec Émile Roux (1904-1908)
- Officier de la Légion d'Honneur (14 août 1900)
- Membre de l'Académie de médecine, en remplacement de Émile Duclaux (1904)

## Sources
- « Charles Chamberland », dans Adolphe Robert et Gaston Cougny, Dictionnaire des parlementaires français, Edgar Bourloton, 1889-1891 [détail de l’édition]